# CAMM (메모리 모듈)

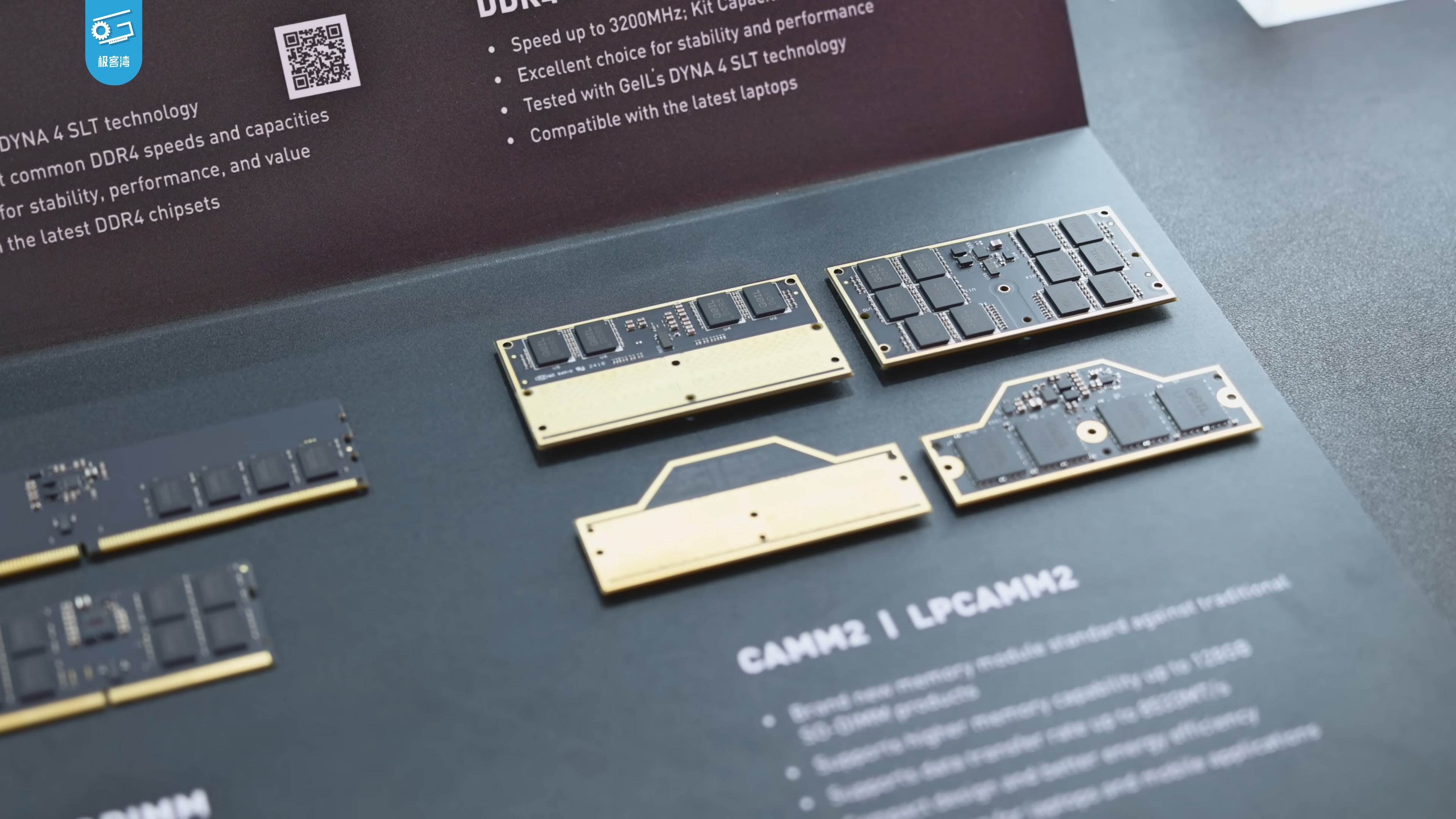

CAMM(Compression Attached Memory Module)은 랜드 그리드 배열을 사용하는 메모리 모듈 폼 팩터로 엔지니어 톰 슈넬(Tom Schnell)이 델에서 에지 커넥터를 사용하고 약 25년 동안 사용해온 DIMM 및 SO-DIMM을 대체하기 위해 개발했다. 최초의 SODIMM은 1997년 JEDEC에서 출시되었다.
CAMM은 기존 슬롯형 DIMM의 기술적 한계를 극복하기 위해 만들어졌다. CAMM 모듈은 SO-DIMM에 비해 더 짧은 트레이스를 허용하므로 더 적은 전력과 더 빠른 속도로 메모리를 실행할 수 있다. 메모리 모듈은 마더보드에 연결되는 랜드 그리드 배열 핀 접점이 있는 바에 눌러 고정된다.
CAMM의 장점에는 더 얇은 두께, 교체 가능한 LPDDR 모듈 허용, 6400MHz 이상의 더 빠른 속도, 모듈당 최대 128GB의 더 많은 용량 및 더 높은 대역폭이 포함된다. 단점은 공구 없이 장착이 불가능하고 나사 6개를 사용한다는 점이다.
CAMM의 총 인터페이스 접점 수는 616개(행당 44개 x 14개 행)이다.